# デンドロビウム

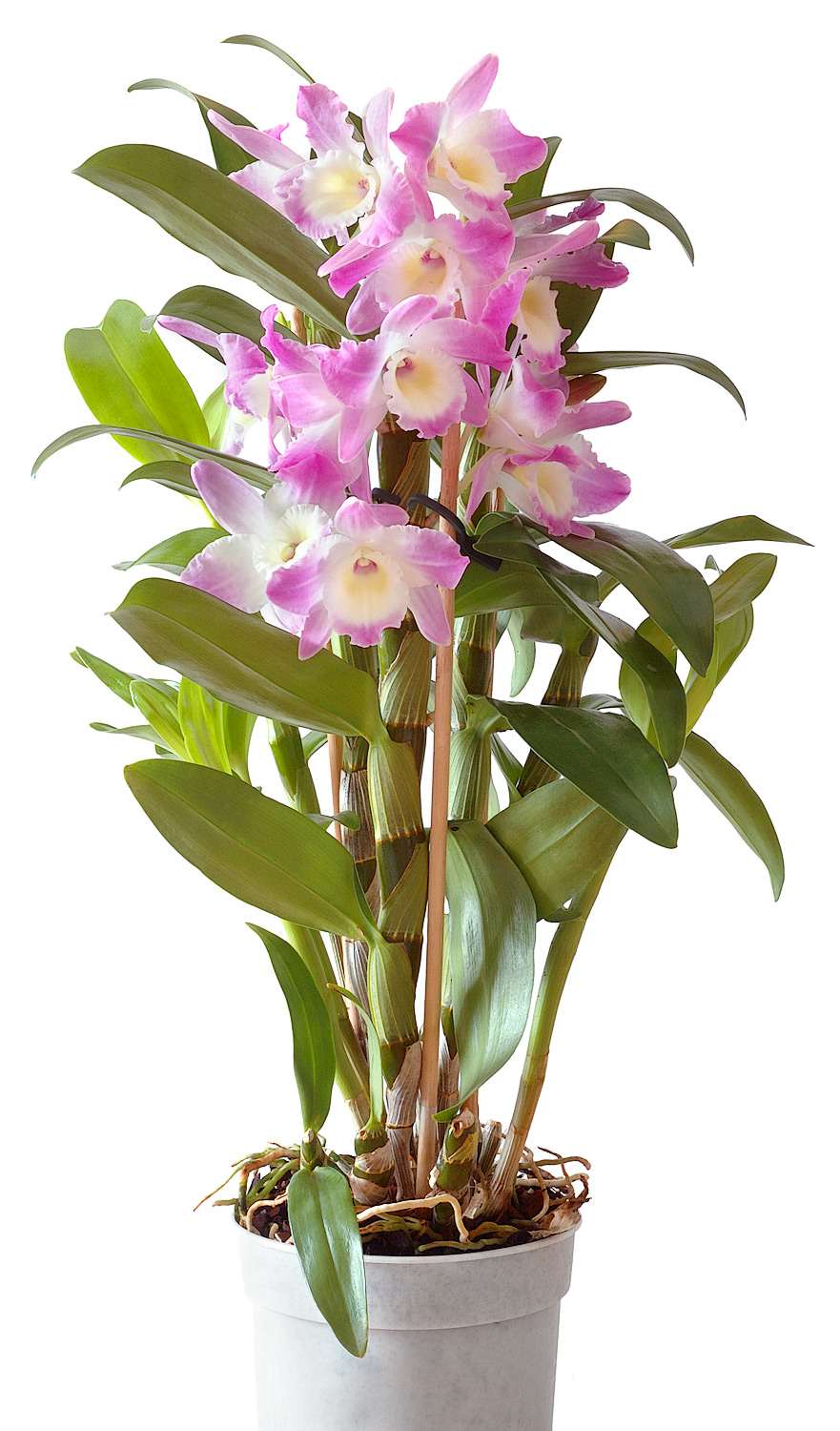
ノビル系の交配品種
代表的なデンドロビウム

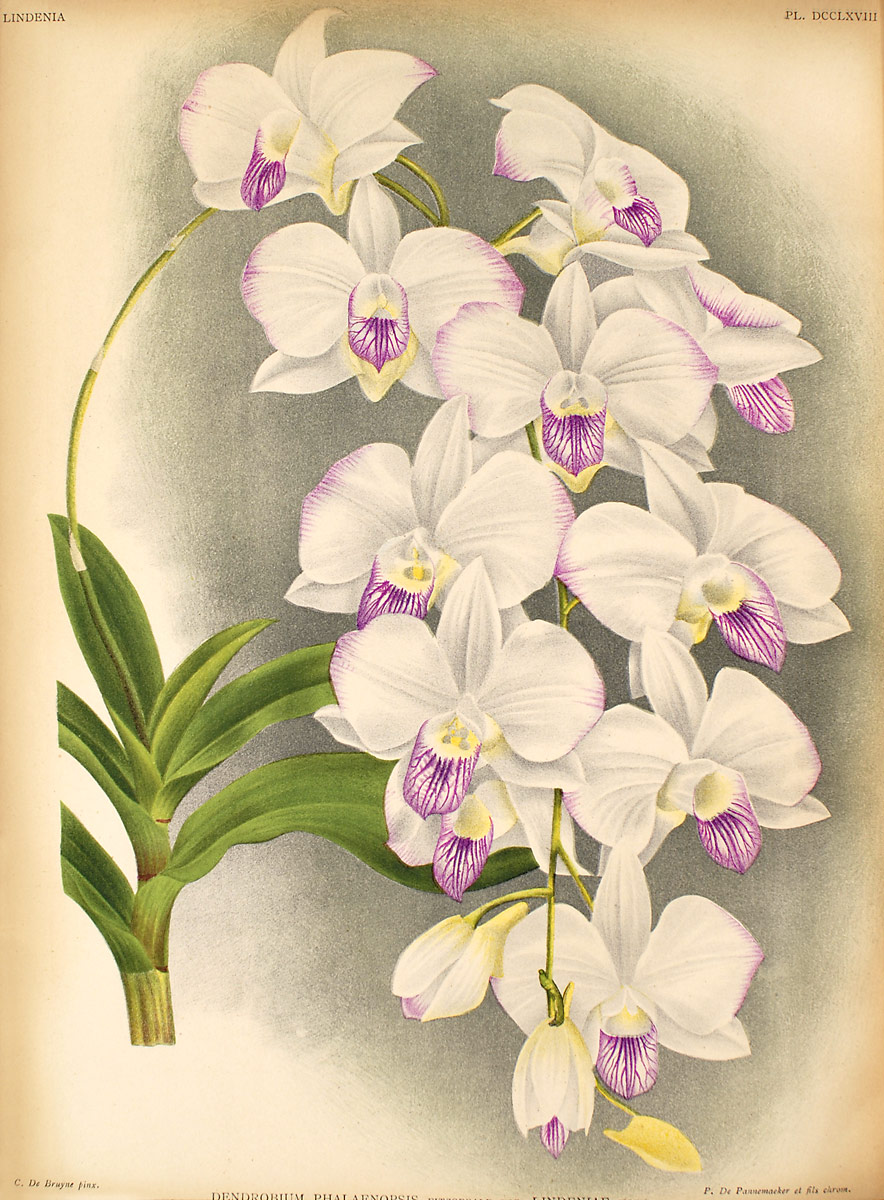
デンドロビウム・ファレノプシス

デンドロビウム、デンドロビューム（学名:Dendrobium）は、ラン科セッコク属の学名カナ読みで、セッコク属に分類される植物の総称である。日本においては、セッコクなど数種が知られているが、通常、デンドロビウムと呼ばれるものは、園芸種の洋ランとして栽培されているものに限られる。ここではこれについて述べる。
なお、セッコクも交配親として使われた例がある。セッコクそのものは伝統的な古典園芸植物としても利用され、これについては長生蘭を参照のこと。

## 概要
東南アジアを中心に世界各地に広く分布している多年草。原種が1000以上あると言われ、その色や形、特徴も多岐にわたる。そのため、鉢植えで育てる愛好家も多い。デンドロビウムは、ギリシア語の「デンドロ（木）」と「ビウム（生ずる）」に由来し、野生では主として樹上に着生する。略号はDen.である。
特徴は、茎が多肉の棒状になることで、そこから節ごとに数枚の葉を並べる。花は、蘭の花として、比較的特徴の少ない形で、唇弁は他の弁より丸くて大きいだけで、特に目立った特徴はない。花は茎の節、葉腋から出て単独か束生状、あるいは総状花序をなす。
多くの改良品種や交配品種があり、観賞用として出回っているものの多くは花が茎の節ごとに短い柄の先に少数ずつつくノビル系、茎の先端から長い穂状に花序を伸ばすファレノプシス系（胡蝶蘭・ファレノプシスの花序に似ている）で、この2つがもっともよく作られる。しかし、それ以外のもいくつかの系統があり、さらに多様な原種が知られる。

## 系統
デンドロビウムは、その原種の形態の多様性の高さや品種数の多さから、個々の種類別よりも系統別に考えられることが一般的である。

### ノビル系
デンドロビウム・ノビル（D. nobile）と言う原種と、それに近いものとの交配種などをこう呼ぶ。棒状の茎を伸ばして葉をつけ、葉を落とした茎から花を咲かせる。花は各節からせいぜい2-3個だが、個々の花は大輪で、茎の上半部一面に咲かせる姿は美しい。かつてはデンドロビウムと言えばこれを指した。

### デンファレ系
名前はデンドロビウム・ファレノプシス系の略で、デンドロビウム・ファレノプシス(D. phalaenopsis)という原種と、それらの近縁種との交配種などからなる一群を指す。茎や葉の形はノビル系とさほど変わらないが、花は茎の先端付近だけから生じ、長い花茎を斜めにのばして、多数の花を穂のようにつけるのが特徴。個々の花はやや花弁が開き気味に咲くこともあり、その花の様子はコチョウランに似て見える。園芸書などでデンファレはデンドロビウム属とファレノプシス属の交配によって生まれたと紹介されている場合があるが、それは誤りである。

### キンギアナム系
デンドロビウム・キンギアナム（D. kingianum）を中心とする一群。耐寒性が強いが、石斛やノビル系と近縁ではない。細い茎で先端に葉が集まる独特の葉姿をしており、花は茎の先端から上に伸びる花茎に多数をつける。花は小輪ながら紫で美しい。育てやすい。

### フォーミデブル系
デンドロビウム・フォルモーサムおよびその近縁種からの改良品種。ごく大輪のカトレアのような花を茎の先端に少数つける。色は白系統。また、その年の葉をつけたバルブに開花する。ノビル系・デンファレ系に遅れて人気が上がっている。

### カリスタ系
花が房のように咲いて、それ全体が垂れ下がるように咲く下垂性のものがあり、それらをまとめてこう呼ぶことがある。交配品種の系統と言うよりはカリスタ節属の原種をまとめて呼ぶ。

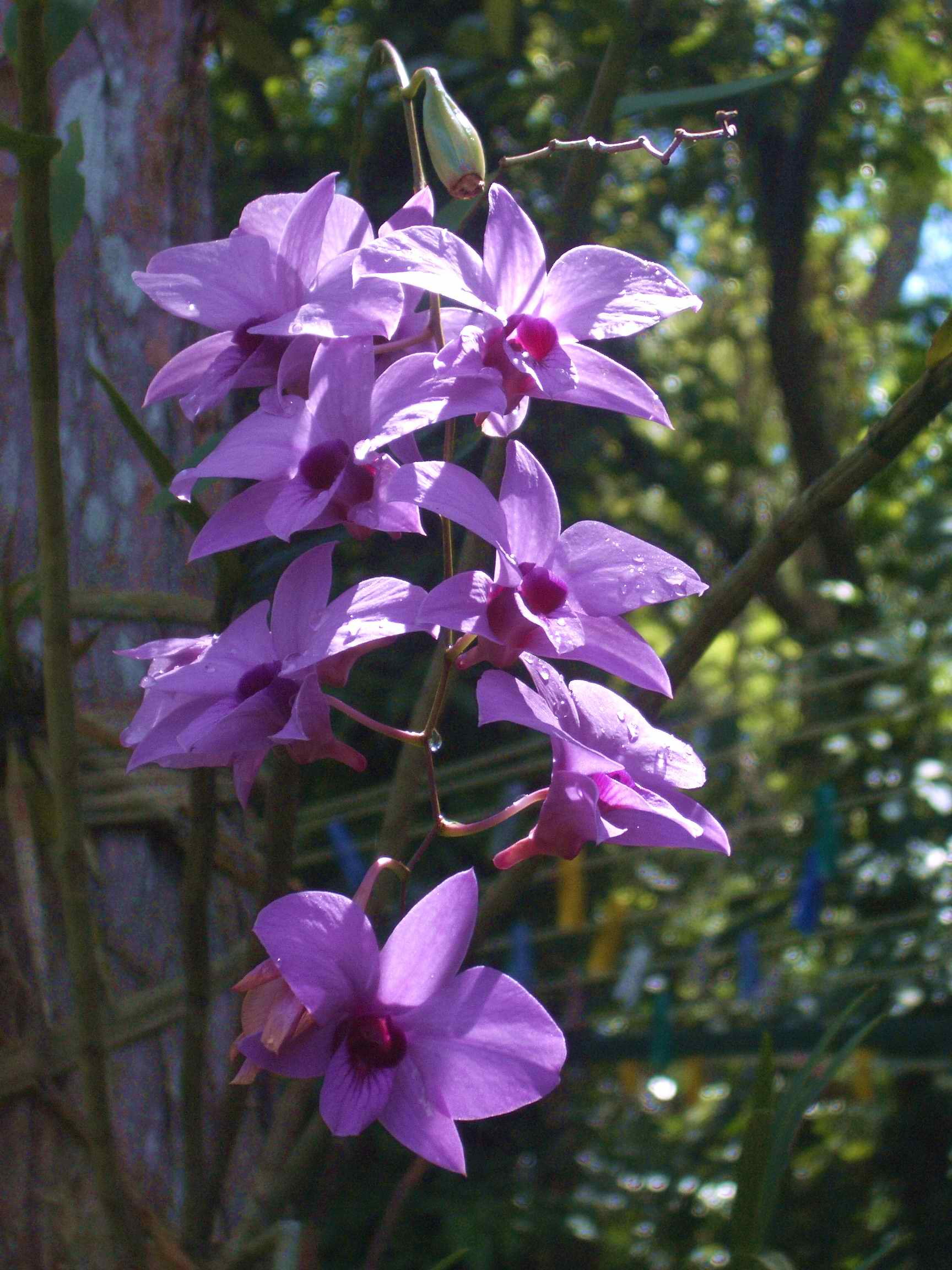
デンドロビウム・ビギバム（デンファレ系の原種）
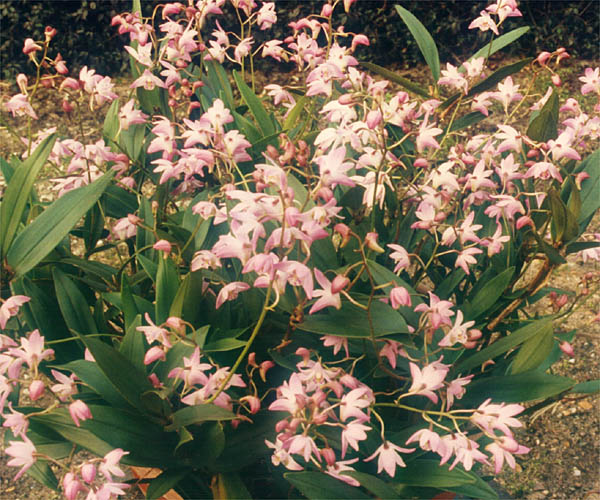
デンドロビウム・キンギアナム
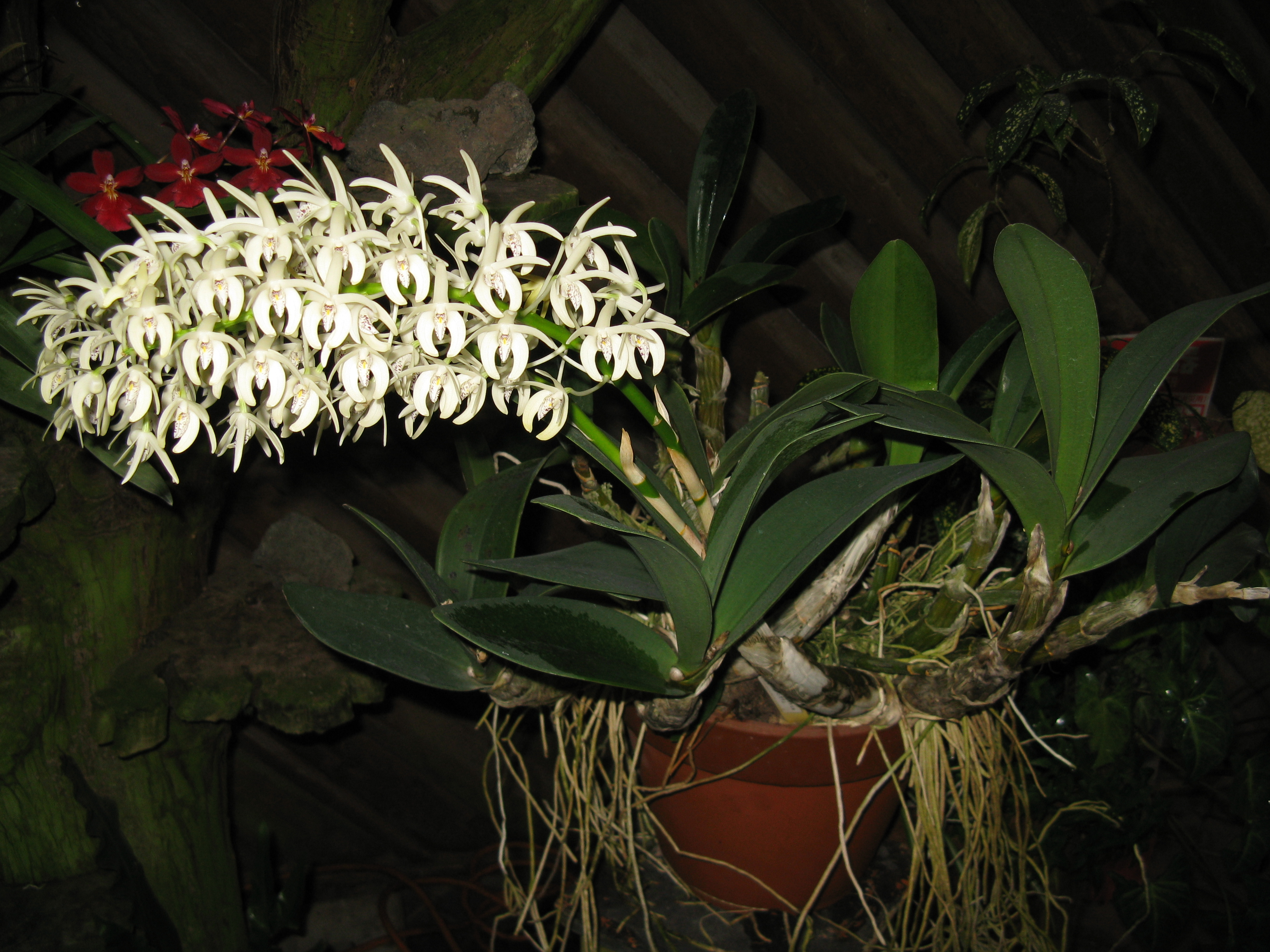
デンドロビウム・スペシオサム（キンギアナムと近縁）
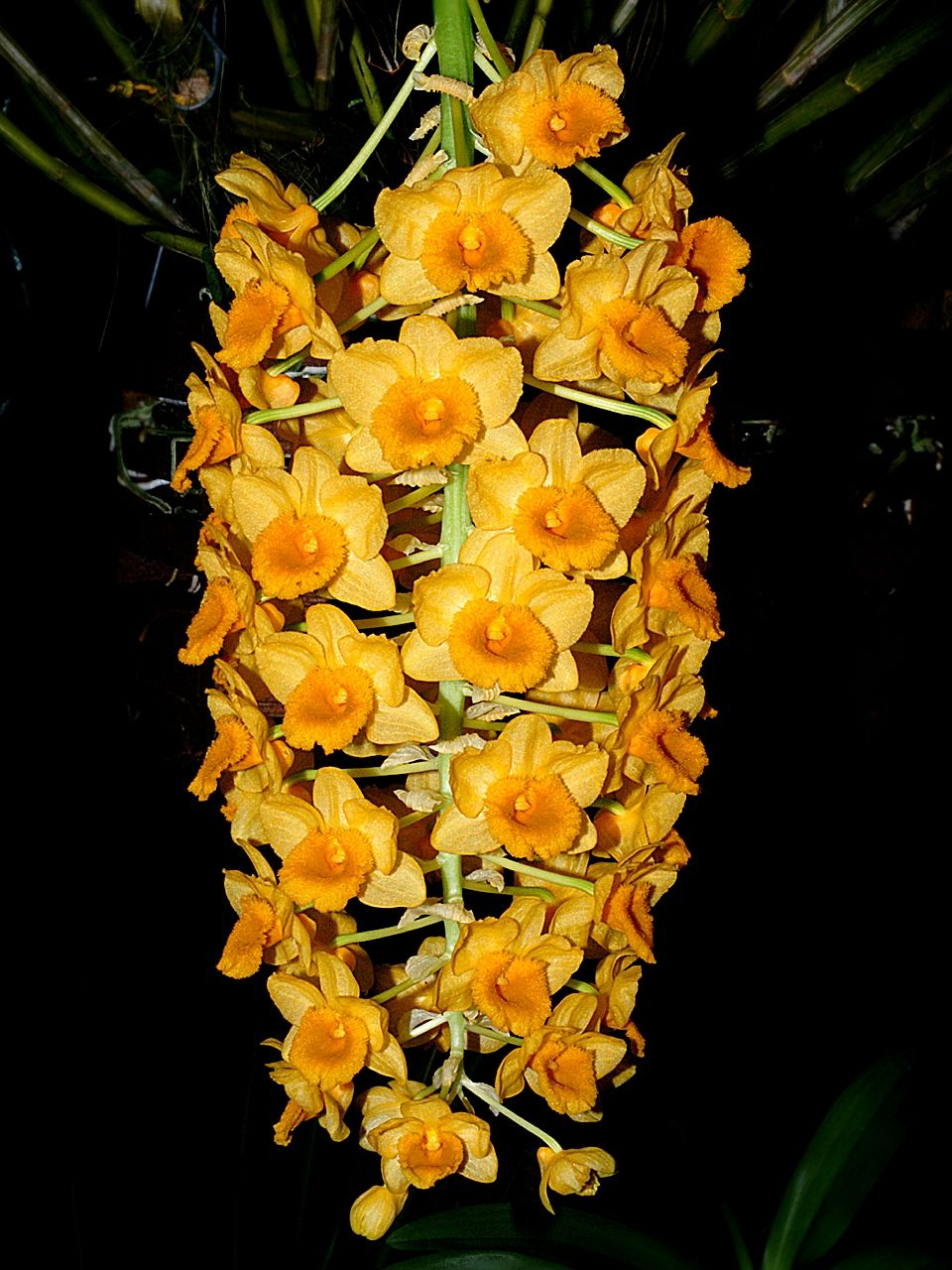
デンドロビウム・デンシフロラム（カリスタ系）
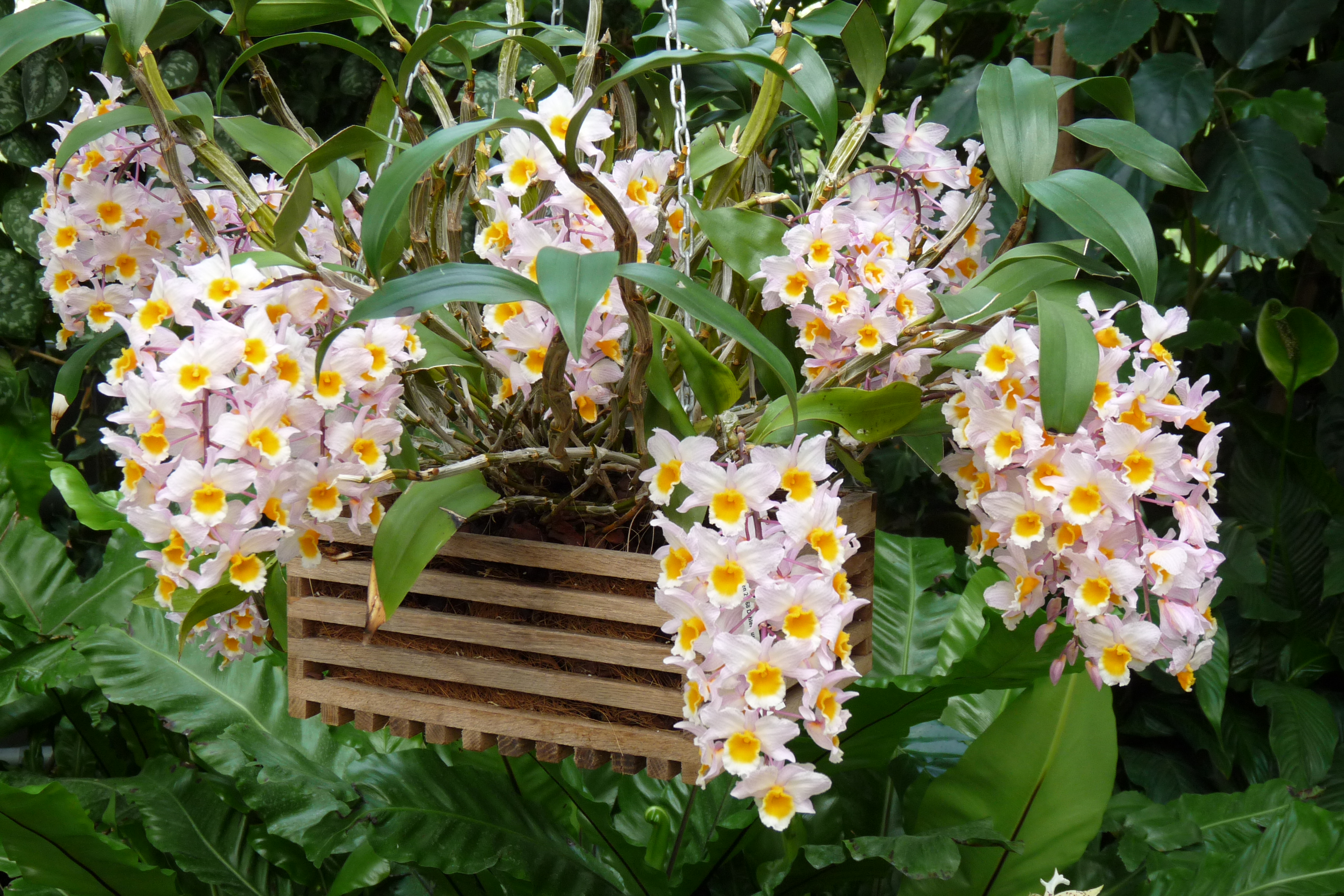
デンドロビウム・ファーメリ（カリスタ系）

### その他
それ以外に、非常に多くの原種があり、上記のような一般に知られるデンドロビウムとは印象がずいぶん異なるものも多数にのぼる。それらの中にも栽培されて広く親しまれているものは数多い。それらについてはセッコク属を参照されたい。そのようなものを親に持つ交配品種も作られており、それらは特殊交雑系と呼ばれる。
代表的なものを以下に挙げる。
- D. aphyllum　アフィルム
- D. dichaeoides　ディカエオイデス
- D. loddigesii　ロディゲシィ
- D. lowesii　ロージイ
- D. secundum セクンドゥム
- D. wardianum　ワーディアヌム

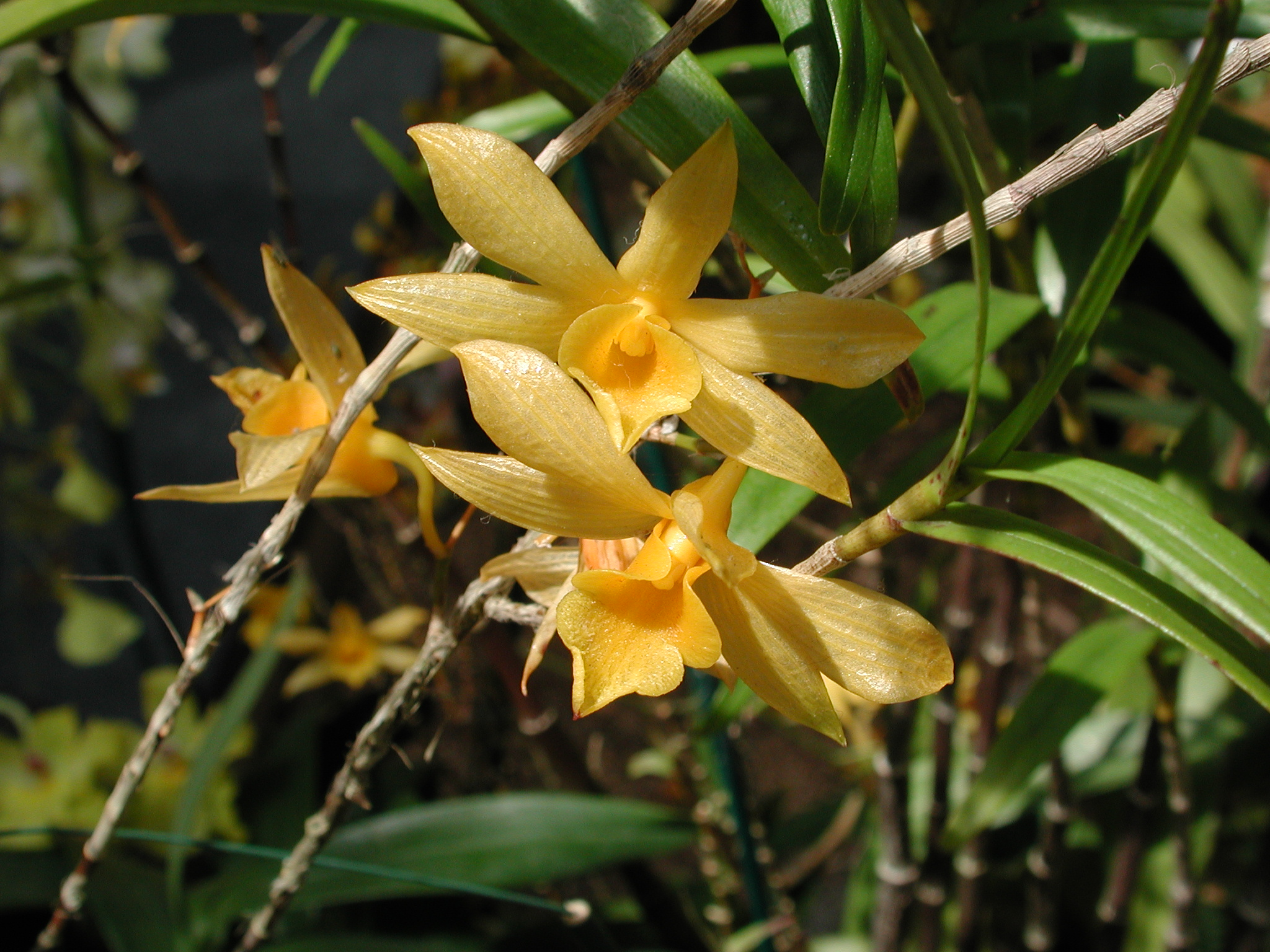
デンドロビウム・ハンコッキー 中国産・細い竹のような茎
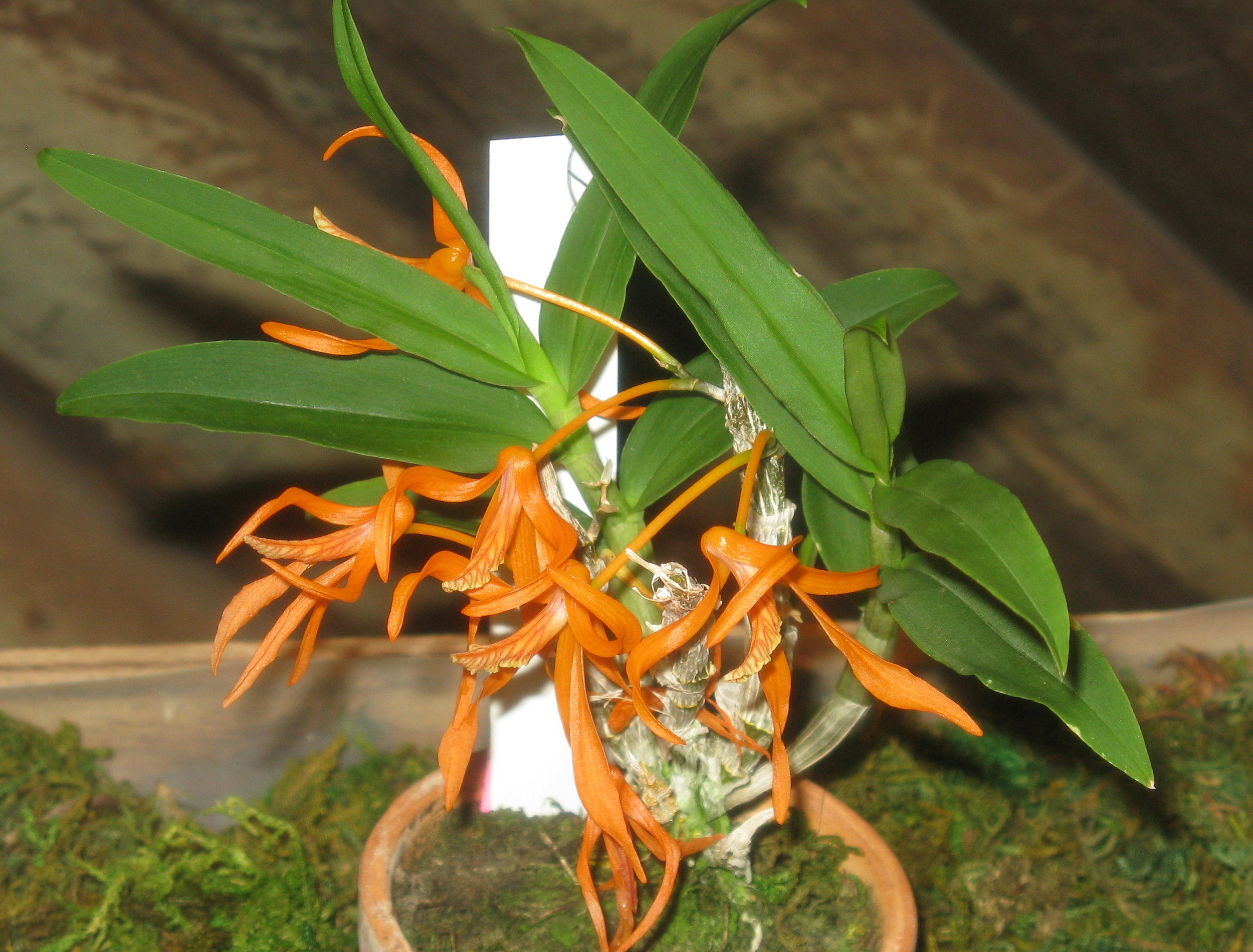
Dendrobium lamyaiae 花弁は細長くてねじれる

## 高芽
洋ランの繁殖は、普通は株分けによるが、茎や花茎の節から新芽がでることがあり、その場合はこれが成長するのを待って切り分け、新たな株とすることが出来る。これを高芽という。
デンドロビウムに於いては細長い偽球茎の上部の節からこのような芽が出ることがあり、これが成長して新たな偽球茎に発達し、葉がついて根が出ると、これを切り分けて繁殖に利用できる。ただし、その場合、その節にあった芽は高芽になってしまったことで花芽がその節から出る可能性が無くなる。従って高芽が出ると繁殖はさせられるものの花が見られなくなる。
この類では株分けそのものは比較的簡単なので、高芽が出ることはむしろ喜ばれず、高芽を出さないことが喜ばれる。特にノビル系では花芽形成期の扱いを誤ると、花芽になるべきものが高芽に変わり、鑑賞価値が著しく下がる。